# Tariq Kirksay
Tariq Kinte Kirksay (ur. 7 września 1979 w Nowym Jorku) – amerykański koszykarz, posiadający także francuskie obywatelstwo, występujący na pozycjach rzucającego obrońcy oraz skrzydłowego, obecnie zawodnik FOS Provence Basket.
16 sierpnia 2017 został zawodnikiem FOS Provence Basket, występującego w II lidze francuskiej (Pro B).

## Osiągnięcia
Stan na 17 sierpnia 2017, na podstawie, o ile nie zaznaczono inaczej.
NCAA
- Uczestnik turnieju NCAA (1998, 2000)
- Mistrz:
  - sezonu zasadniczego konferencji Metro Atlantic Athletic (1997, 1998)
  - turnieju konferencji MAAC (1998, 2000)
- Zawodnik roku konferencji Metro Atlantic Athletic (2000)[6]
- Wybrany do składu I składu konferencji MAAC (1999, 2000)

Drużynowe
- Mistrz Ligi Mistrzów (2017)
- Wicemistrz:
  - Eurocup (2011)
  - Wenezueli (2001)
  - Francji (2005–2007)
- Brązowy medalista mistrzostw Rosji (2009)
- Zdobywca:
  - Pucharu Rosji (2009)
  - Pucharu Liderów Francji (2005)
- 3. miejsce w Pucharze Hiszpanii (2015)

Indywidualne
- MVP 11. tygodnia Eurocup (2007/08)
- Zaliczony do I składu:
  - Eurocup (2011)
  - debiutantów USBL (2000)
- Uczestnik meczu gwiazd ligi:
  - francuskiej LNB Pro A (2005–2007)
  - wenezuelskiej (2001)
- Lider:
  - w przechwytach:
    - ACB (2010)
    - Pro A (2006, 2007)
    - Eurocup (2007)
    - ligi rosyjskiej (2008)

  - Eurocup w zbiórkach:
    - 2007
    - sezonu regularnego (2008)

Reprezentacja
- Uczestnik mistrzostw Europy (2007 – 8. miejsce)